# Stagsevold
Stagsevold (tidligere kaldet Staxenvold) er en middelalderborg i Stagsrode Skov på nordsiden af Vejle Fjord. 

## Voldstedet
Stagsevold er et voldsted med resterne af en borg fra det 14. århundrede. Borgen blev nedlagt igen omkring begyndelsen af det 15. tallet. Udgravningen af stedet har afsløret, at borgen er blevet nedbrudt, tilsyneladende efter brand, ca. 1400.
Voldstedet består af to borgbanker - en forborg og en hovedborg - omgivet af en voldgrav, samt en ydre vold. Forborg omgivet af en tør voldgrav og med en bygning med staldrum og rum til mandskab
Hovedborgen består af en firkantet banke, hvor der endnu i dag findes et kampestensfundament. 
Man ser kældermurene til et oprindeligt borghus opført af munkesten. Der har sandsynligvis kun været 1 etage over kælderrummet.
Stenhuset har således bestået af et teglstenstårn over en kampestenskælder. Forborgen husede en større bindingsværksbygning, der formentlig fungerede som ladegård for borgen. 
Man har fundet rester af stolper fra en oprindelig bro til forborgen i voldgraven mod nordvest.
En bro fører over voldgraven til borgbanken, hvor fundamenterne endnu ses.

## Historie
Borgen blev vurderet til at være opført i første halvdel af det 14. århundrede. Det vides ikke, hvem der opførte borgen, men det har formentlig været en lokal stormand. 
Som følge af Margrete 1.s forordning fra 1396, der forbød opførelse af private borganlæg, blev Stagsevold nedrevet, ligesom de fleste andre danske middelalderborge.
Sagn fortæller, at Stagsevold var forløberen for Rosenvold – at anvendelig byggemateriale fra Stagsevold blev genbrugt på Rosenvold
Holger Ottesen Rosenkrantz erhvervede i 1556 godset, hvor den middelalderlige borgruin Stagsevold lå
I 1560 blev der lidt sydvest for borgruinen, opført Rosenvold Slot som hovedgård (sædegård) af rigsråd Holger Ottesen Rosenkrantz.

### Røverborg
Der findes et ældre sagn, der siger at borgen blev brugt som en røverborg, hvor sørøver skjulte sig mellem deres plyndringer af skibe omkring Lillebælt.